# Вінтон (Північна Кароліна)
Вінтон (англ. Winton) — місто (англ. town) в США, в окрузі Гертфорд штату Північна Кароліна. Населення — 629 осіб (2020).

## Географія
Вінтон розташований за координатами 36°23′22″ пн. ш. 76°56′5″ зх. д. / 36.38944° пн. ш. 76.93472° зх. д. (36.389448, -76.934729).  За даними Бюро перепису населення США в 2010 році місто мало площу 2,23 км², з яких 2,12 км² — суходіл та 0,11 км² — водойми.

## Демографія
Згідно з переписом 2010 року, у місті мешкало 769 осіб у 327 домогосподарствах у складі 196 родин. Густота населення становила 345 осіб/км².  Було 393 помешкання (176/км²).
Расовий склад населення:
| - 70,1 % — чорних або афроамериканців - 25,9 % — білих - 2,3 % — корінних американців |

До двох чи більше рас належало 1,4 %. Частка іспаномовних становила 1,2 % від усіх жителів.
За віковим діапазоном населення розподілялося таким чином: 19,6 % — особи молодші 18 років, 62,6 % — особи у віці 18—64 років, 17,8 % — особи у віці 65 років та старші. Медіана віку мешканця становила 42,2 року. На 100 осіб жіночої статі у місті припадало 88,0 чоловіків;  на 100 жінок у віці від 18 років та старших — 86,1 чоловіків також старших 18 років.
Середній дохід на одне домашнє господарство  становив 30 758 доларів США (медіана — 23 684), а середній дохід на одну сім'ю — 36 493 долари (медіана — 26 607). Медіана доходів становила 35 250 доларів для чоловіків та 23 542 долари для жінок. За межею бідності перебувало 38,3 % осіб, у тому числі 72,5 % дітей у віці до 18 років та 16,2 % осіб у віці 65 років та старших.
Цивільне працевлаштоване населення становило 208 осіб. Основні галузі зайнятості: виробництво — 26,4 %, освіта, охорона здоров'я та соціальна допомога — 21,6 %, мистецтво, розваги та відпочинок — 14,4 %, роздрібна торгівля — 9,6 %.